# 8347 Lallaward
8347 Lallaward (1987 HK) là một tiểu hành tinh vành đai chính được phát hiện ngày 21 tháng 4 năm 1987 bởi C. S. Shoemaker và E. M. Shoemaker ở Palomar. It was named in honour thuộc Lalla Ward, an actress best known for her role as Romana in the BBC science fiction television series Doctor Who. She is also the wife of the evolutionary biologist, Richard Dawkins.